# Pasar Panjang
Pasar Panjang is een bestuurslaag in het regentschap Subulussalam van de provincie Atjeh, Indonesië. Pasar Panjang telt 661 inwoners (volkstelling 2010).